# Maksim Pičugin
Maksim Borisovič Pičugin, accreditato come Maxim Pitchouguine dalla FIS (in russo Максим Борисович Пичугин?; Novokuzneck, 30 ottobre 1974), è un ex fondista russo.

## Biografia
In Coppa del Mondo debuttò il 14 dicembre 1994 a Tauplitzalm (60°) e ottenne l'unica vittoria, nonché unico podio, il 7 dicembre 1997 a Santa Caterina Valfurva.
In carriera prese parte a un'edizione dei Giochi olimpici invernali, Nagano 1998 (39° nella 30 km, 37° nella 50 km), e a una dei Campionati mondiali, Trondheim 1997 (4° nella staffetta il miglior risultato).

## Palmarès

### Coppa del Mondo
- Miglior piazzamento in classifica generale: 48º nel 1997
- 1 podio (a squadre[1]):
  - 1 vittoria

#### Coppa del Mondo - vittorie
| Data            | Località                | Nazione | Spec.                                                               |
| --------------- | ----------------------- | ------- | ------------------------------------------------------------------- |
| 7 dicembre 1997 | Santa Caterina Valfurva | Italia  | 4x10 km (con Vladimir Legotin, Aleksej Prokurorov e Sergej Čepikov) |